# 阿尔维耶
阿尔维耶（法語：Arvier，法語發音：[aʁvje]）是意大利瓦莱达奥斯塔大区的一个市镇。总面积33平方公里，人口883人，人口密度26.8人/平方公里（2009年）。ISTAT代码为007005。